# Jaroslav Cardal
Jaroslav Cardal (16. března 1919 Mrklov – 10. května 2010 Jilemnice) byl československý lyžař, běžec na lyžích. V roce 1939 maturoval Jaroslav Cardal na jilemnickém gymnáziu, které jej na svých internetových stránkách řadí mezi své nejznámější absolventy. Při přípravě na závody trávil na sněhu až osm hodin denně, a to i v bouřích a za silných dešťů. Po skončení aktivní kariéry byl v 60. a 70. letech 20. století dlouholetým správcem lyžařského stadiónu ve Svatém Petru.

## Lyžařská kariéra
Na V. ZOH ve Svatém Mořici 1948 skončil v běhu na lyžích na 18 km skončil na 40. místě, v běhu na lyžích na 50 km na 8. místě a ve štafetě na 4x10 km na 8. místě. Na VI. ZOH v Oslo 1952 skončil na 14. místě v běhu na lyžích na 50 km a ve štafetě na 4x10 km na 8. místě. Na VII. ZOH v Cortina d'Ampezzo 1956 skončil na 42. místě v běhu na lyžích na 15 km a na 18. místě v běhu na lyžích na 30 km. Startoval na mistrovství světa v letech 1954 a 1958. V letech 1946 až 1959 nepoznal porážku v lyžařském maratónu na 50 km, celkem získal v individuálních závodech 26 titulů mistra Československé republiky. Závodní kariéru uzavřel ve čtyřiceti letech vítězstvím a maratonským titulem v roce 1959 v Jilemnici.